# Шушер
 Шушер  — посёлок в Килемарском районе Республики Марий Эл. Входит в состав Красномостовского сельского поселения.

## География
Находится в западной части республики Марий Эл на расстоянии приблизительно 26 км по прямой на юг-юго-восток от районного центра посёлка Килемары.

## История
Образован в 1927 году. Посёлок входил в состав лесхоза «Кугу-Кокшан», организованного в 1936 году. В 1946 году в посёлке открыли колонию для спецпереселенцев. Их силами производилась заготовка и вывозка древесины. В 1962 году в 108 хозяйствах проживали 538 человек, в 1967 году — 309 человек. В 1974 году в 64 хозяйствах проживали 217 человек. посёлок активно развивался до 1960-х годов. Истощение запасов леса вызвало угасание хозяйственной деятельности. Работавшие ранее в посёлке Шушер предприятия и учреждения закрылись, большая часть населения выехала.

## Население
Население составляло 16 человек (русские 69 %) в 2002 году, 7 в 2010.